# Benedetto Cappello
Benedetto Cappello (Venezia, 28 dicembre 1653 – Venezia, 23 maggio 1701) è stato un politico e funzionario italiano.

## Biografia
Appartenente al patriziato, era il primo dei cinque figli maschi di Lorenzo di Stefano Cappello e di Pierina di Giovanni Dolfin. Il 30 novembre 1672 sposò Foscarina di Agostino Lando, da cui ebbe Elisabetta e quattro maschi tutti chiamati Benedetto Nicolò e distinti dall'ordinale.
Dal novembre 1679 al maggio 1682 fu capitano di Vicenza. In questa veste fu impegnato nel rafforzare gli argini dei fiumi del territorio, periodicamente in piena a causa delle abbondanti nevicate. Fu inoltre mediatore nelle continue liti tra i Sette Comuni dell'altopiano di Asiago, benché tendesse a favorire i tre comuni "grossi" (Asiago, Enego e Lusiana) rispetto ai quattro minori (Foza, Gallio, Roana e Rotzo) e alle contrade annesse.
In seguito sedette nel Collegio dei Savi e, in qualità di commissario ai confini, si accordò con i rappresentanti del Sacro Romano Impero sulla frontiera tra il Friuli orientale e l'Arciducato d'Austria. Nel 1698 fu tra i sostenitori della grazia al cardinale Vincenzo Grimani, estromesso dal patriziato, e sostenne con successo le sue tesi in Senato.
Con lo scoppio della guerra di successione spagnola, le parti in lotta cercarono subito l'appoggio della Serenissima. Il Cappello fu scelto come portavoce negli incontri con il rappresentante imperiale (Johann Philipp von Lamberg) e quello francese (César d'Estrées). Il primo fu liquidato rapidamente con la motivazione che Venezia sosteneva la mediazione di papa Clemente IX e si dichiarava quindi neutrale; con il secondo i colloqui furono più prolungati e altalenanti, ma la posizione veneziana rimase imparziale.
Morto di gotta, lasciò una cospicua eredità: un palazzo a San Salvador, varie proprietà nel Veronese e circa 3500 campi attorno a Loreo.